# Dhampus
Dhampus (en népalais : धम्पुस) est un comité de développement villageois du Népal situé dans le district de Kaski. Au recensement de 2011, il comptait 2 537 habitants.